# Ligne ferroviaire Lhassa-Shigatsé
La ligne ferroviaire Lhassa-Shigatsé est une extension de la ligne Qinghai-Tibet reliant Lhassa, la capitale de la région autonome du Tibet, à Shigatsé, la deuxième plus grande ville de la région. Commencée le 26 septembre 2010, elle est entrée officiellement en service le 15 août 2014. Destinée au transports des voyageurs comme des marchandises, elle est censée stimuler le développement économique de la région et rendre celle-ci moins tributaire des transports routiers.
Une extension  est envisagée jusque Katmandou par la ligne ferroviaire Chine-Népal.

## Construction
La ligne Lhassa-Shigatsé est la 2e ligne ferroviaire à avoir été réalisée dans la région autonome. Sa construction par des filiales de la société China Railway Construction, commencée le 26 septembre 2010, a nécessité un investissement de 13,28 milliards de yuans (2,16 milliards de dollars) et la pose de 500 000 traverses. Quatre années ont été nécessaires en raison de la diversité des conditions géographiques rencontrées sur son parcours. Elle traverse par exemple, dans le district de Bainang, une zone de 17,2 km de long fréquemment agitée de tempêtes de sable[réf. souhaitée]. Le coût de construction moyen se monte à 50 000 yuans le mètre,.

## Caractéristiques principales
Longue de 243 km, la ligne part de la gare de Lhassa, oblique vers le sud et longe la rivière Lhassa, passe par les xians de Doilungdêgên et de Qüxü (Qushui), puis oblique vers l'ouest où elle suit le fleuve Yarlung Tsangpo (le Brahmapoutre), traversant sur près de 90 km la vallée du Yarlung Tsangpo, puis les xians de Nyêmo et de Ringbo, avant d'arriver à Shigatsé, dans le sud-ouest du Tibet,.
Elle comporte 29 tunnels et 116 ponts qui, mis bout à bout, représentent plus de la moitié de la longueur totale de la ligne. À terme, la ligne comportera 14 arrêts ou gares et les trains, tirés par des locomotives diesel, y circuleront à des vitesses allant jusqu'à 120 km/h. Pour le moment, seulement quatre gares sont opérationnelles : Gyirong (Xirong), Qüxü (Qushui), Nyêmo (Nimu), et Rinbung (Renbu),.
L'altitude moyenne étant de plus de trois mille mètres, et par endroits, dépassant les quatre mille mètres, les voitures sont équipées d'un système d'alimentation en oxygène pour les personnes souffrant du mal d’altitude. Le trajet dure trois heures, ce qui réduit de moitié le temps nécessaire par la route,.
La société CNR Dalian a livré trente locomotives diésel HYN3 prévues pour le transport des voyageurs et du fret et adaptées aux contraintes atmosphériques locales (oxygène raréfié, soleil brillant, basses températures et vent propres à l'altitude de 4000 m).

## Impact environnemental
Le tracé de la ligne a été étudié de façon à éviter d'empiéter sur la réserve naturelle nationale des grues à cou noir. De plus, pour que les animaux sauvages puissent continuer à se déplacer, de nombreux passages souterrains ont été ménagés sous les voies. Pour protéger les marais de Nyang Qu, l'une des principales sources d'eau de Shigatsé, le pont de Nyang Qu a été allongé de 800 mètres[réf. nécessaire].

## Développement économique
Reliant l’est et l’ouest du Tibet, cette ligne est censée stimuler le développement économique de la région et rendre celle-ci moins tributaire des transports routiers. Elle permettra de transporter jusqu'à 8,3 millions de tonnes de marchandises.
Le prolongement de la ligne jusqu'au Népal est actuellement étudié.

## Gares
- Gare de Lhassa (拉萨) (opérationnelle)
- Gare sud de Lhassa (拉萨南)
- Gare de Baide (白德)
- Gare de Xirong (协荣) (opérationnelle)
- Gare du xian de Qüxü (曲水县) (opérationnelle)
- Gare de Chabala (茶巴拉)
- Gare de Nyêmo (尼木) (opérationnelle)

Gare de passagers. Les murs blancs, les tentures rouges, sont d'un style typiquement tibétain. Sur le toit, des panneaux solaires, permettent de réguler la température à l'intérieur[réf. nécessaire].
- Gare de Karu (卡如)
- Gare de Rinbung (仁布) (opérationnelle)
- Gare de Dazhuka (大竹卡)
- Gare de Denggu (灯古)
- Gare de Jiqiong (吉琼)
- Gare de Kadui (卡堆)
- Gare de Shigatsé (日喀则) (opérationnelle)